# 14/15 Baťův institut
14|15 BAŤŮV INSTITUT je krajské kulturně vzdělávací centrum, které se nachází ve Zlíně v bývalém továrním areálu Baťa a jeho pokračovatele výroby obuvi podniku Svit, v budovách č. 14 a 15 postavených po válce v roce 1946 a 1947. V nich dnes sídlí čtyři krajské příspěvkové organizace, které pořádají výstavy, kulturní akce či edukační programy. Jsou jimi Krajská galerie výtvarného umění ve Zlíně, Muzeum jihovýchodní Moravy ve Zlíně a Krajská knihovna Františka Bartoše ve Zlíně a dále servisní příspěvková organizace 14|15 Baťův institut. Autorem architektonického návrhu původních budov je baťovský architekt Jiří Voženílek a autory jejich novodobé podoby jsou architekti Juraj Sonlajtner a Jakub Obůrka.

## Popis

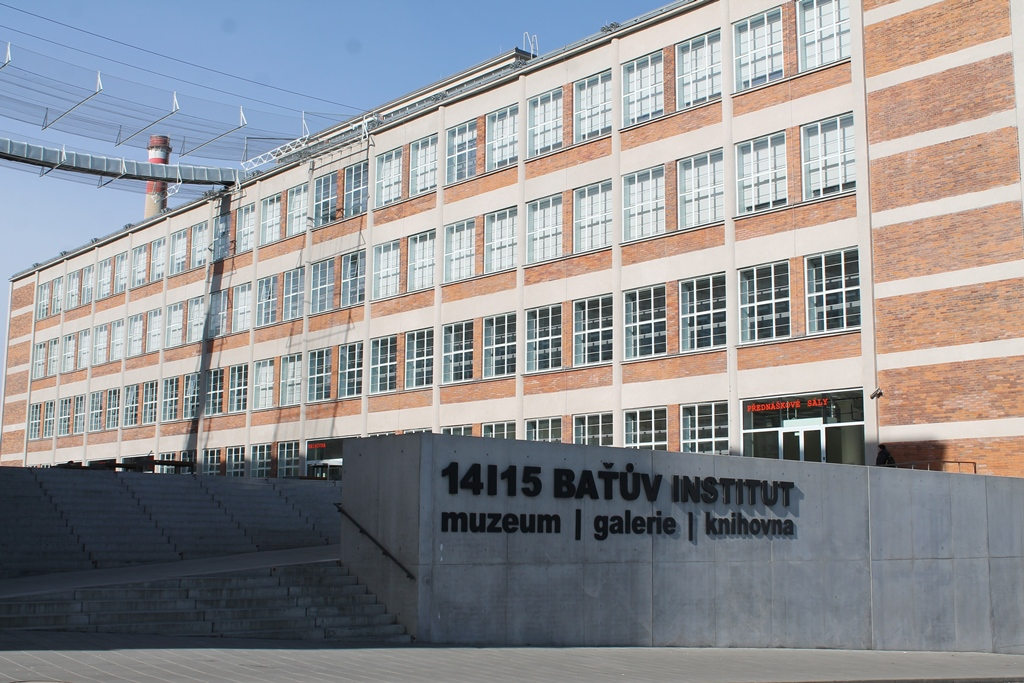
Pohled na 14/15 Baťův institut

Komplex tvoří dvě budovy č. 14 a 15, které jsou spojeny tzv. platformou, venkovním prostorem určeným pro zážitky pod širým nebem. V okolí budov je vyhrazené parkování pro návštěvníky a přímo pod platformou se nachází podzemní parkoviště.
V budově č. 14 najdou návštěvníci stálé expozice a krátkodobé výstavy muzea a galerie, sídlo zde má také servisní organizace 14|15 Baťův institut. V budově č. 15 sídlí knihovna a je zde také několik konferenčních sálů a prostor určených k pronájmu. K dispozici je i kavárna (možnost využití jejich služeb v rámci pořádaných akcí).

## Historie
Záměr vybudovat Krajské Kulturní a Vzdělávací Centrum vznikl po roce 2003, kdy všechny tři kulturní organizace – galerie, knihovna a muzeum – přešly z nevyhovujících prostor a ze správy státu na Zlínský kraj, který pro ně vybral nové důstojnější a centrální sídlo – budovy 14 a 15. Vzhledem k umístění sídla Zlínského kraje do 21. budovy (obnova Baťova mrakodrapu v letech 2002 – 2004), byly budovy č. 14 a 15 vyhodnoceny jako nejbližší stavebně vhodné objekty. Zvoleny byly i díky jejich ideální poloze na strategickém rozhraní továrny, starého Zlína a dopravního terminálu města. V letech 2004 – 2008 byl vytvořen projekt, v roce 2009 proběhla architektonická soutěž, v letech 2010 – 2011 projektové práce a po vydání stavebního povolení koncem roku 2010 začala realizace projektu (obnova budov č. 14 a 15). 14|15 Baťův institut byl slavnostně otevřen v roce 2013.

## 14|15 Baťův institut
Hlavním účelem servisní organizace je zajišťování správy 14|15 Baťova institutu a péče o kulturní, duchovní i společenský rozvoj Zlínského kraje a jeho obyvatel, a to prostřednictvím podpory zasídlených kulturních organizací (muzea, galerie, knihovny) při plnění jejich předmětu činnosti, koordinace činností těchto organizací a organizování akcí. Činnost spočívá v zajištění provozu, údržby a majetkové správy, provozování informačního centra pro veřejnost, pronájmu dočasně nevyužívaných prostor a zajištění marketingu a propagace 14|15 Baťova institutu. Organizace přibližuje oblast kultury ve vztahu k veřejnosti.

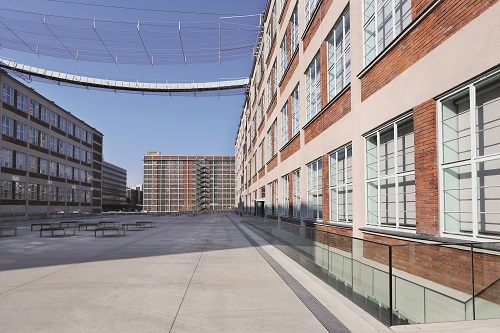
Platforma 14/15 Baťova institutu
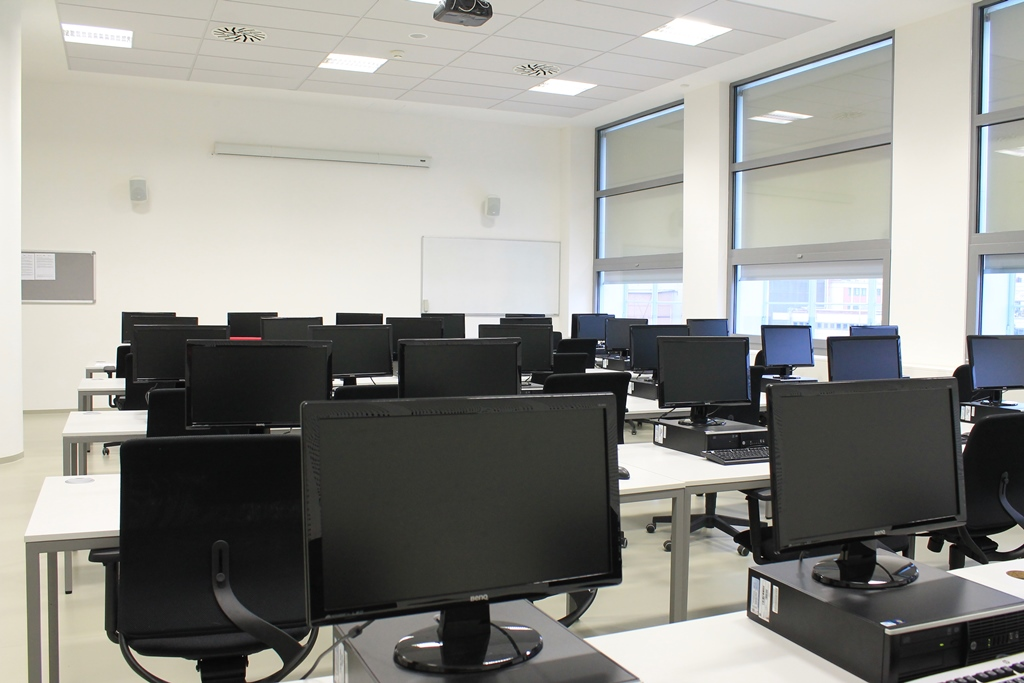
Přednáškový sál ve 14/15 Baťova institutu
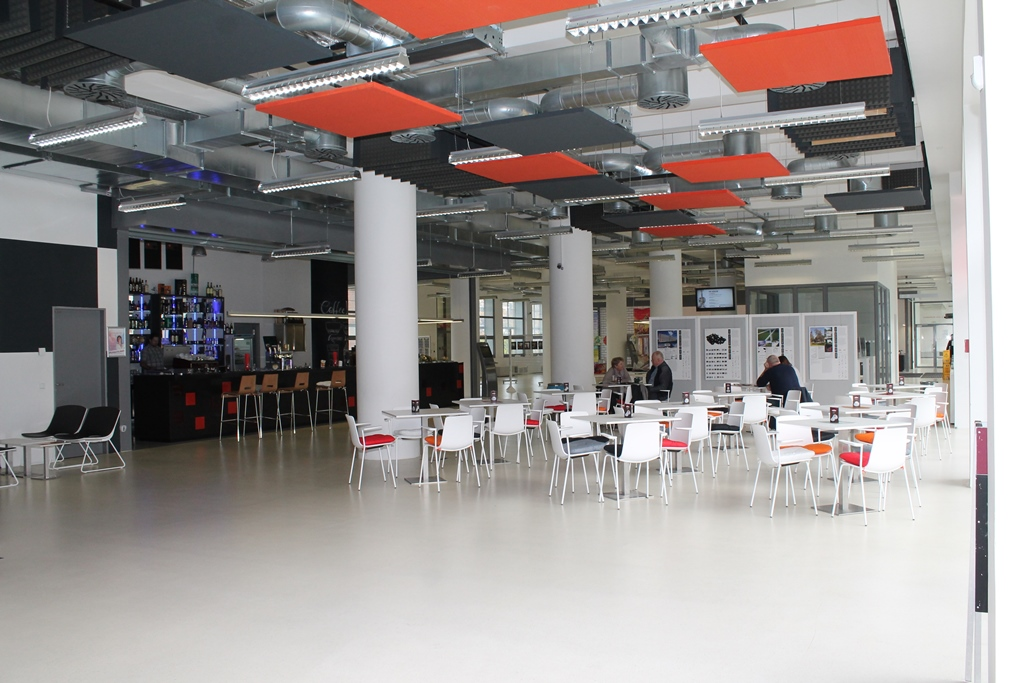
Kavárna ve 14/15 Baťova institutu

## Muzeum jihovýchodní Moravy ve Zlíně
Muzeum jihovýchodní Moravy prezentuje své expozice a výstavy v prostorách 14. budovy. Je zde stálá expozice Princip Baťa: Dnes fantazie, zítra skutečnost, která sdružuje na ploše téměř 1500 m² hned tři témata. První se věnuje historii obuvnické firmy Baťa včetně muzea obuvi či výrobní linky. Druhá část mapuje zlínský film od jeho baťovských počátků přes slavná léta Karla Zemana nebo Hermíny Týrlové, až po počátek 21. století. Poslední třetí část představuje legendární cestovatele, dvojici Hanzelka a Zikmund. K vidění je i komorní expozice Františka Bartoše, známého zlínského rodáka, pedagoga, jazykovědce a etnografa. Muzeum provozuje také další objekty a to hrad Malenovice, Národní kulturní památník na Ploštině a Muzeum luhačovického Zálesí v Luhačovicích.

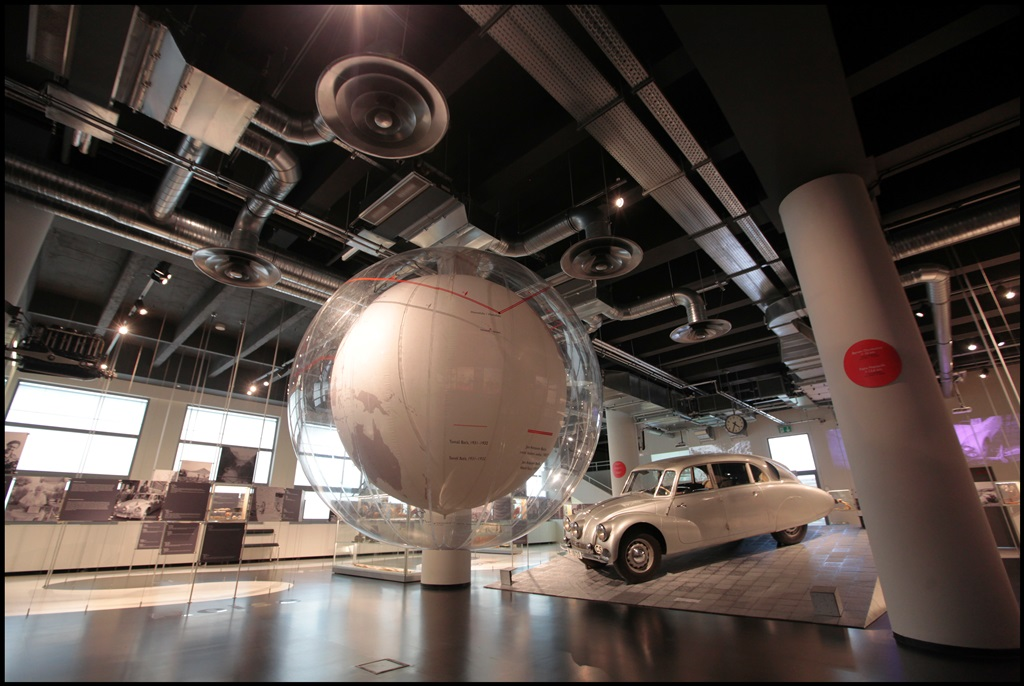
Pohled do Muzea jihovýchodní Moravy ve Zlíně
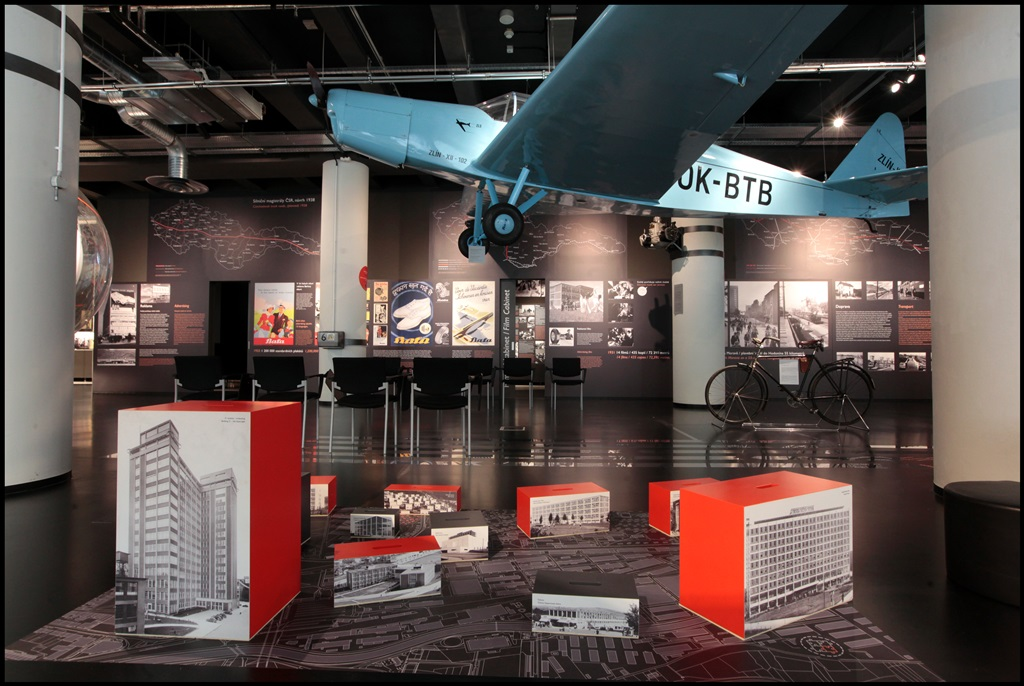
Pohled do Muzea jihovýchodní Moravy ve Zlíně
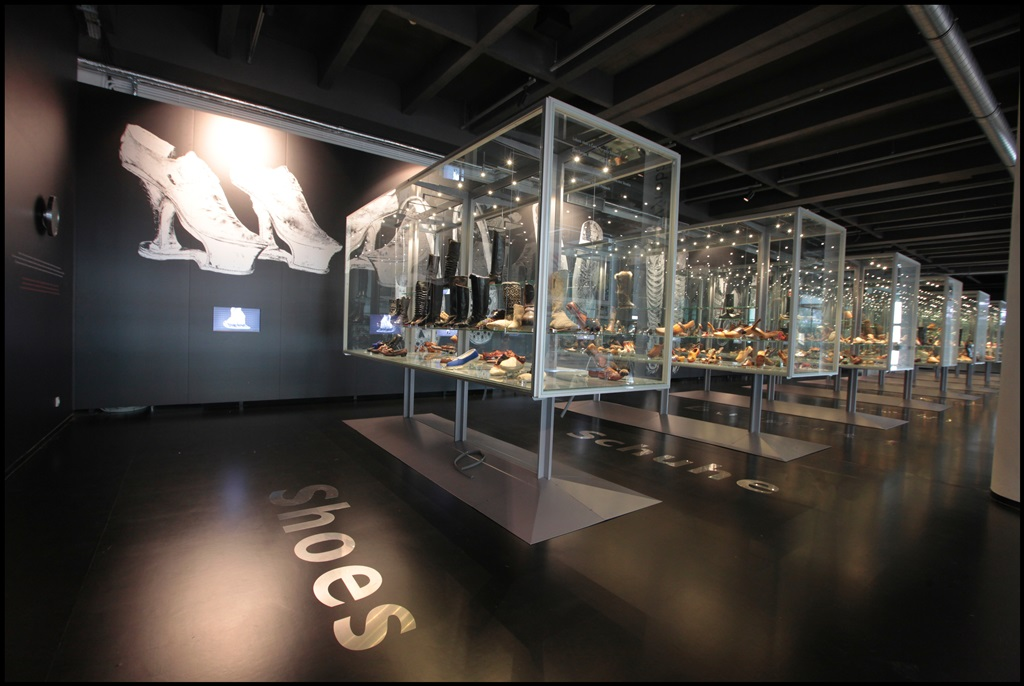
Pohled do Muzea jihovýchodní Moravy ve Zlíně

## Krajská galerie výtvarného umění ve Zlíně
Krajská galerie výtvarného umění, sídlící v budově č. 14, se věnuje především českému a slovenskému výtvarnému umění a architektuře 19. až 21. století. Stěžejním tématem galerie je stálá expozice Prostor Zlín | Řády vidění, která mapuje unikátní zlínskou architekturu, urbanismus a výtvarné umění. Návštěvníci se zde dozvědí vše o ikonických zlínských architektech, vývoji funkcionalistické architektury i zlínského průmyslového designu. Zároveň mohou zhlédnout jedinečnou sbírku výtvarných prací českých umělců první poloviny 20. století, mimo jiné díla Emila Filly, Bohumila Kubišty, Václava Špály, Josefa Čapka či Toyen.

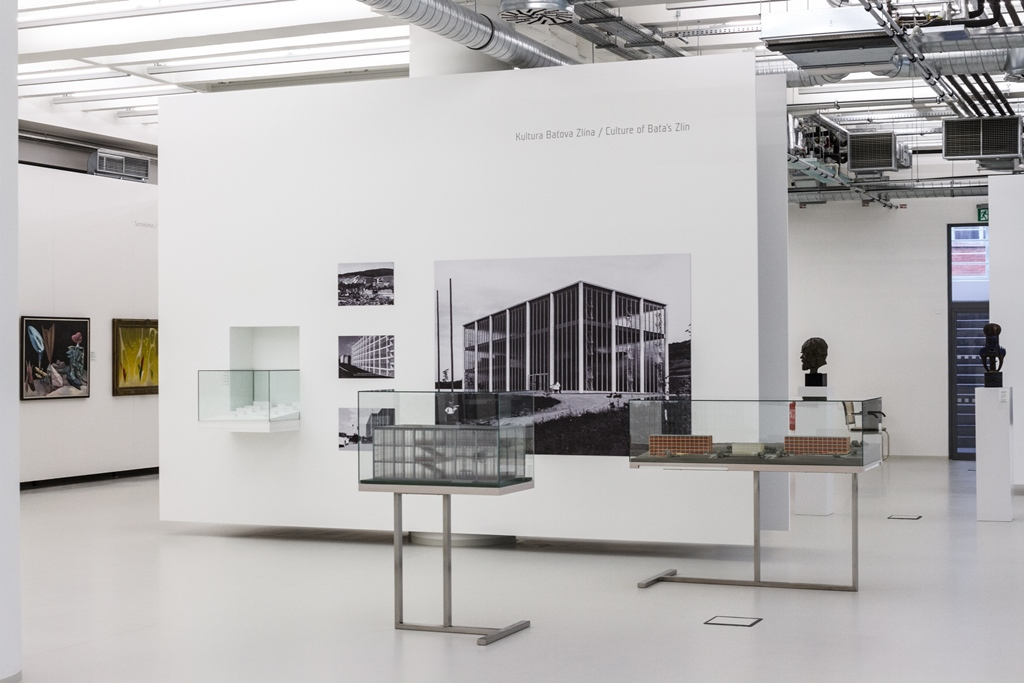
Pohled do Krajské galerie výtvarného umění ve Zlíně
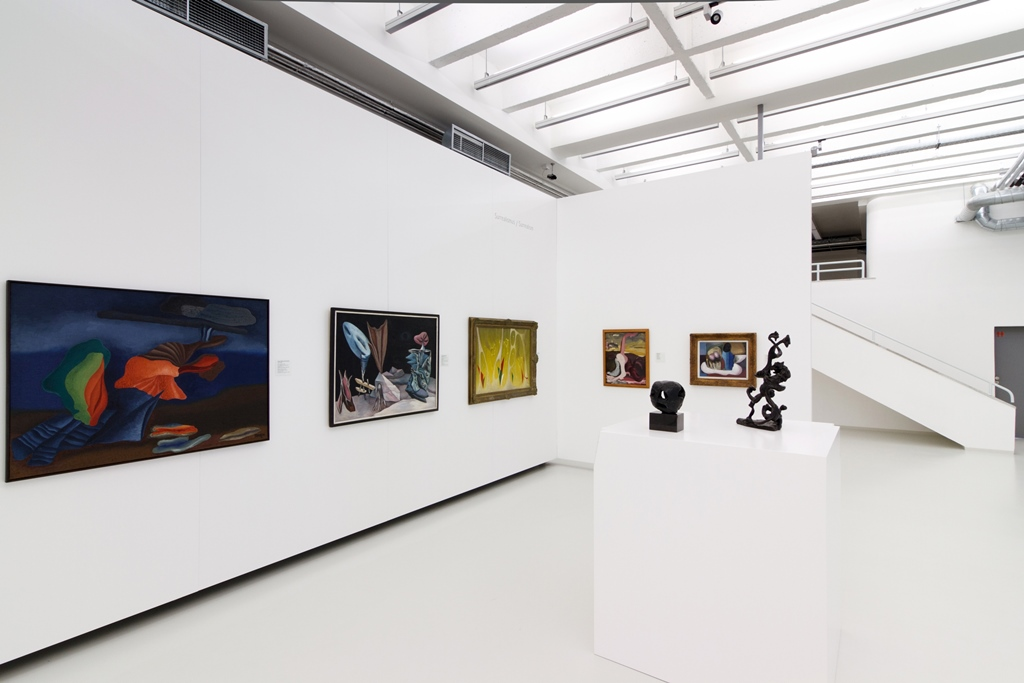
Pohled do Krajské galerie výtvarného umění ve Zlíně
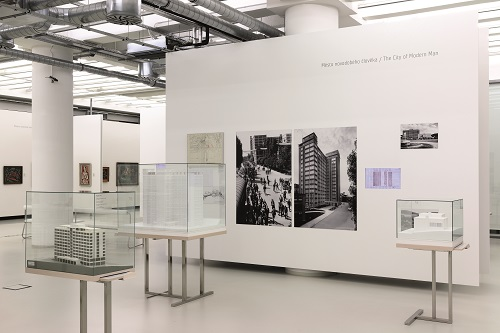
Pohled do Krajské galerie výtvarného umění ve Zlíně

## Krajská knihovna Františka Bartoše ve Zlíně
Krajská knihovna Františka Bartoše, nacházející se v budově č. 15, je největší knihovnou ve Zlínském kraji. Návštěvníci si mohou vybírat z více než půl milionu dokumentů: knih, novin, časopisů, norem, map, not, hudebních nahrávek, audioknih, e-knih, společenských her a dalších. Díky tzv. povinnému výtisku získává knihovna všechny tituly periodik vydaných na území České republiky a čtenáři tak mají k dispozici kompletní českou časopiseckou produkci. Knihovna shromažďuje, uchovává a zpřístupňuje literární produkci Zlínského kraje, pořádá kulturní a vzdělávací akce a spolupracuje na projektech na záchranu kulturního dědictví Zlínského kraje.

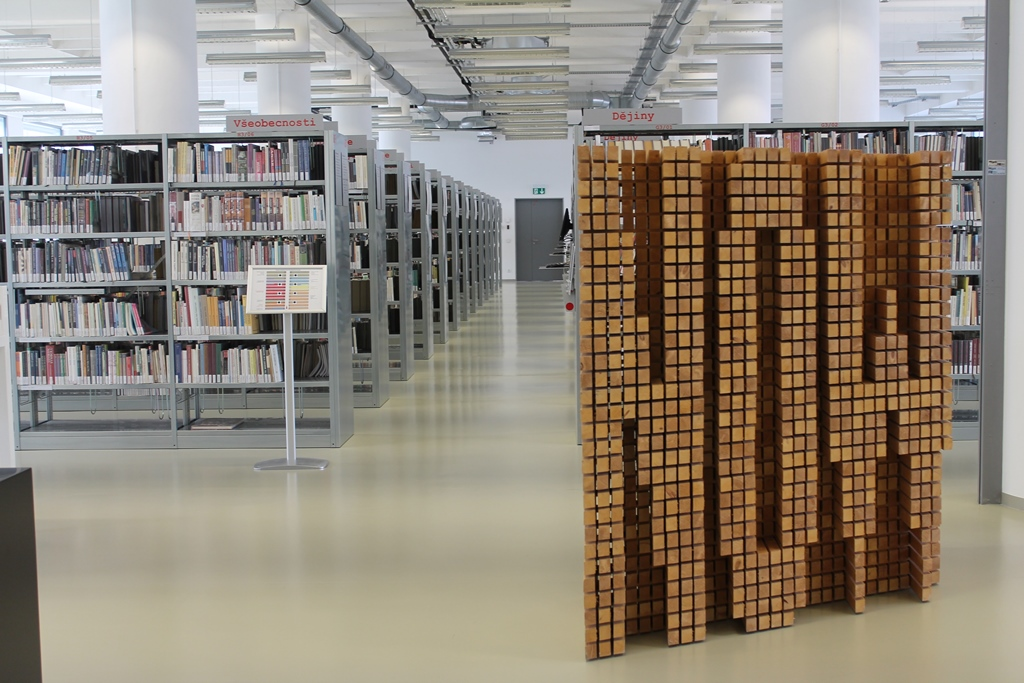
Pohled do Krajské knihovny Františka Bartoše ve Zlíně
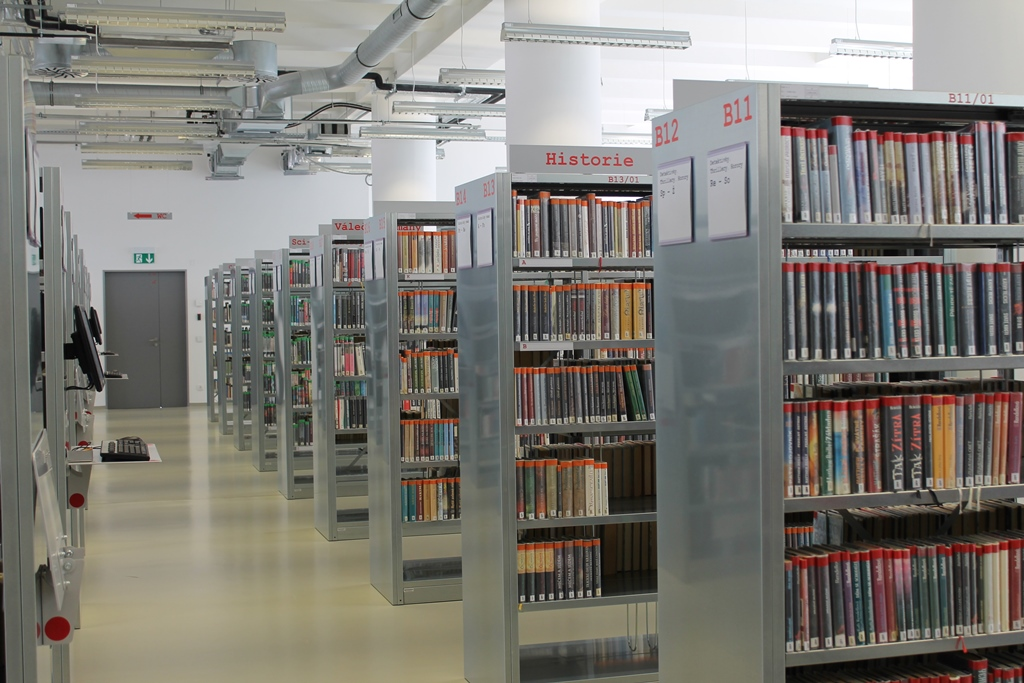
Pohled do Krajské knihovny Františka Bartoše ve Zlíně
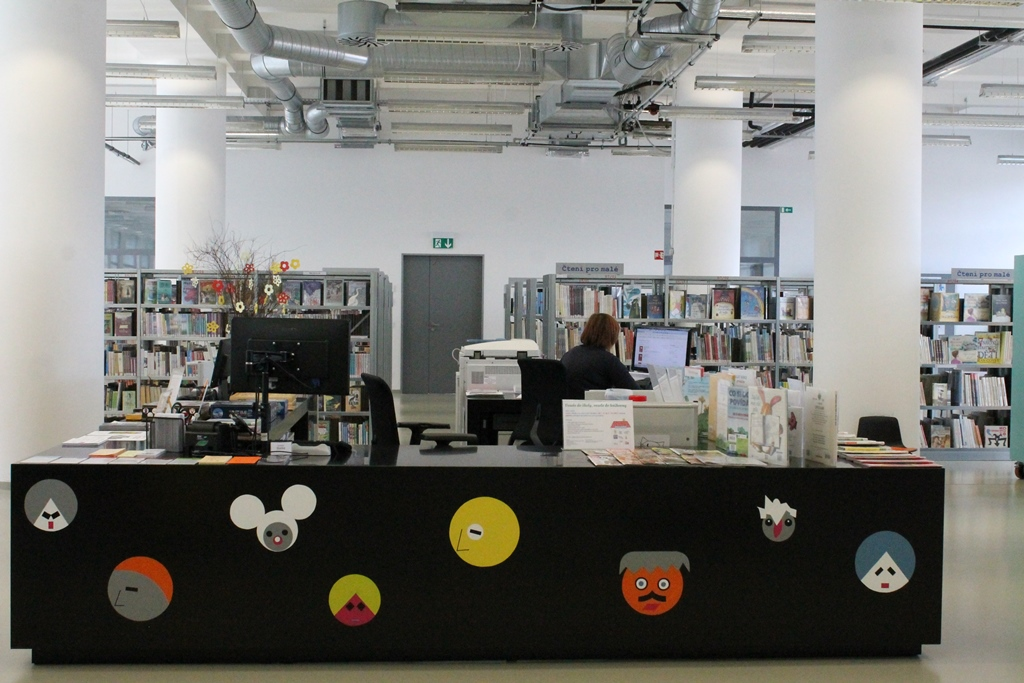
Pohled do Krajské knihovny Františka Bartoše ve Zlíně